# Dolichesia lignaria
Dolichesia lignaria là một loài bướm đêm thuộc phân họ Arctiinae, họ Erebidae.